# Jan De Winne
Jan De Winne (Brugge, 24 juli 1962) is een Traversospeler, muziekpedagoog en instrumentenbouwer.

## Levensloop
De Winne deed zijn muziekstudies aan de conservatoria van Brugge, Gent en Brussel en werd eveneens licentiaat musicologie en kunstgeschiedenis aan de universiteit van Gent. Hij studeerde verder barokfluit bij Barthold Kuijken.
In 1987 werd hij laureaat (Tweede prijs) van de internationale wedstrijd 'Musica Antiqua' in het kader van het Festival van Vlaanderen - Brugge. In 2005 en 2008 was hij jurylid voor het internationaal concours barokinstrumenten georganiseerd door dit Festival en in 2006 van de jury ensembles.
Gedurende twee decennia speelde hij in verschillende barokorkesten, onder meer in Il Fondamento, Salzburger Barockorchester, Amsterdam Barokorkest en de orkesten van Philippe Herreweghe), waarna hij in 1988, samen met Marcel Ponseele, een eigen ensemble, Il Gardellino, oprichtte. Met dit ensemble ondernam hij concertreizen, vaak gekoppeld aan het geven van meestercursussen, onder meer in Latijns-Amerikaanse landen, Japan, Verenigde Staten, Israël en Rusland. Hij was als solist of met het ensemble ook te gast op belangrijke festivals in Europa (Utrecht, Praag, Innsbruck, Leipzig, enz).
De Winne doceert traverso en kamermuziek aan het conservatorium van Brussel, tot 2004 aan het conservatorium van Lyon en vanaf dat jaar traverso en uitvoeringspraktijk aan het Conservatoire National Supérieur de Musique de Paris.
In zijn atelier in Halle (Vlaams-Brabant) maakt hij ook zelf barokfluiten en klassieke fluiten, wat hem deskundigheid verschaft in de praktische aspecten van het instrument.
Sinds 2008 is hij artistiek directeur van het CD label Passacaille.

## Discografie
Met Il Gardellino heeft De Winne heel wat opnamen gerealiseerd, onder meer:
- Cantates van Telemann,
- Pianotrio's van Joseph Haydn,
- Concerto's van Boismortier,
- Kwartetten van C.P.E. Bach,
- Fluitsonates van Händel,
- Concerto's van Graun,
- Concerto's van Benda.